# Unified Networks IP Stimulus
UNISTIM (abréviation de Unified Networks IP Stimulus) est un protocole de communication propriétaire développé par Nortel permettant le contrôle à distance de terminaux téléphoniques (postes IP et soft-phones) en mode "stimulus" à travers un réseau IP par le serveur de communications d'un PABX IP ou d'une solution Centrex IP. 
La plupart des constructeurs d'IPBX (Alcatel, Aastra, Cisco Systems...) ont suivi le même cheminement, en développant leur propre protocole "maison" sans attendre qu'une norme soit finalisée et approuvée.
Cisco Systems par exemple a développé un protocole propriétaire du même type appelé Skinny Client Control Protocol (SCCP).
Ces protocoles sont progressivement remplacés ou complémentés par des protocoles standardisés, notamment H.323 et surtout SIP.

## Principe de fonctionnement
Les protocoles à "stimulus" fonctionnent en mode "maître" / "esclave". Ils traduisent simplement les actions élémentaires qu'un utilisateur peut réaliser sur son terminal (comme appuyer sur une touche) et les commandes d'affichage qui peuvent être envoyées par le réseau au terminal (comme allumer un voyant ou afficher un message). L'approche "stimulus" permet de mettre en œuvre très facilement n'importe quelle nouvelle facilité téléphonique sans avoir à modifier le logiciel embarqué dans les terminaux, ce qui simplifie les procédures de maintenance et d'upgrade de la base installée. Dans ce sens, les protocoles à stimulus se différencient des protocoles fonctionnels (comme SIP ou H.323) qui imposent d'une part que le service soit défini dans la norme et d'autre part que le terminal embarque la logique spécifique correspondant au service en question. Cette approche permet aux constructeurs de délivrer très rapidement un très grand nombre de services sans avoir attendre que ces services soient normalisés. 
Nortel a été très actif dans l'effort de normalisation de ces protocoles au sein de l'IETF, en s'inspirant de son protocole pré-standard UNISTIM qu'il avait déjà développé sur ses PABX IP et ses plates-formes Centrex IP à partir de 1996. Des contributions communes entre Nortel et Cisco Systems ont abouti par exemple à la publication à l'IETF du RFC 3054 "IP Phone Media Gateway Application Profile" définissant les options dans le protocole Megaco/H.248 pour la commande de postes IP.
Le protocole est implémenté sur les produits de Nortel et sous licence par des fournisseurs tiers
Des détails sur l'implémentation du protocole UNISTIM sont disponibles dans le document "Telephony and Data Network Services at a Telephone", brevet déposé aux États-Unis n°7068641 le 7 mai 1999.

## Sources
1. ↑  (en) « Megaco IP Phone Media Gateway Application Profile », Request for comments no 3054, janvier 2001
2. ↑  Voir par exemple le communiqué de presse de la société Spectralink, 26 June 2002
3. ↑  Google Patents Beta